# Apfelkreuz

Apfelkreuz

Das Apfelkreuz, auch Kugelkreuz (oder Kugelstabkreuz), Ballenkreuz, ist in der Heraldik ein Kreuz, dessen Arme in Kreisen enden.
Zu unterscheiden ist es vom Perlenkreuz , das sich auch unter denselben Bezeichnungen findet, hier bilden mehrere Kugeln die Arme.

## Form und Verwendung
Kugeln ist der allgemeine heraldische Name für Kreisformen, für die sich – auch je nach Farbe und Größe – diverse Spezialnamen finden. Von Apfelkreuz spricht man speziell in Bezug auf das ähnliche Kreuz auf der Weltkugel ♁ und den Reichsapfel, um Verwechslungen zu vermeiden.
Das vierarmige Kreuz ist an allen Enden besetzt. Man sagt auch Kreuz mit Ballenenden und ähnlich.
Wie bei vielen Kreuzen kann – besonders bei der lateinischen Hochform – das untere Ende variieren, so würde man von einem spitzen Apfelkreuz sprechen, wenn es unten angespitzt wäre.
Die Grundform ist ein gemeines (griechisches) Kreuz mit gleich langen Armen, kann aber auch ein lateinisches (Hoch-)Kreuz sein.
Französische Bezeichnung ist Croix pommelée oder Croix pommée (‚geapfeltes Kreuz‘, die englische Heraldik kennt cross pommee, cross pommé, cross pommelly, cross pommy, lateinisch crux globata).
Gert Oswald unterscheidet das Ballenkreuz (Kugelkreuz, Münzkreuz) vom Apfelkreuz im eigentlichen Sinne. Diese Kreuze müssen sich nach seiner Definition mit den auf den Kreuzenden sitzenden Kugeln berühren.

## Varianten und ähnliche Formen
|  | Pilgerkreuz bzw. Pilgerstabkreuz, Pilgrimstabskreuz (Crux orbiculata): Kann speziell in dieser Form ausgeführt sein. |
|  | Ringkreuz: mit durchbrochenen Scheiben |
|  | Findet sich mehr als eine Kugel am Ende, spricht man von mit Kugeln besteckt (vgl. etwa das reich besteckte Tolosanerkreuz; französisch Croix pommetée oder Croix bourdonnée ‚geperltes Kreuz‘, was auch für Kolbenkreuze stehen kann). Ein mit drei Kugeln bestecktes Kreuz kann eine der Formen des Kleeblattkreuzes sein. |

## Beispiele
Die Form war ein goldenes emailliertes Kreuz mit der Inschrift Amor proximi der Orden der Nächstenliebe (Ordre de l’amour du prochain), eine relativ kurzlebige österreichische gesellschaftliche Auszeichnung, die nur kurz „Apfelkreuz“ genannt wurde.

## Schriftzeichen
In Unicode ist das Apfelkreuz im Block Verschiedene piktografische Symbole als U+1F542 cross pommee enthalten.